# Гриценко Денис Володимирович
Дени́с Володи́мирович Грице́нко (* 1984) — капітан 1-го рангу Збройних сил України, лицар ордена Богдана Хмельницького ІІІ ступеня Командир дивізіону кораблів охоронного рейду морського командування.

## З життєпису
Народився 1984 року в Миколаєві, батько був військовим радянської армії — служив від Камчатки до Німеччини. Дідусь і бабуся — полковники Збройних Сил. У перший клас Денис пішов в Німеччині; у другий — в Миколаєві, потім переїхали в Сімферополь. Закінчив севастопольський військо-морський інститут. Після навчання відразу пішов служити на кораблі. Одружився і жив там, аж поки росіяни не анексували Крим. У 2014 році з дружиною і дитиною переїхав до Одеси.
2014 року його екіпаж тримав оборону, захищаючи корабель «Славутич» від захоплення. Був командиром перегінного екіпажу українських кораблів з півострова Крим. На його рахунку шість виведених із півострова кораблів.
Командир походу з Одеси до Маріуполя. Встиг передати сигнал лиха з обстріляного росіянами катера «Бердянськ» по всіх лініях радіозв'язку. 25 листопада 2018 року біля Керченської протоки у Чорному морі російські військові відкрили вогонь по українських катерах та захопили 24 членів екіпажу; військовиків утримували в російських тюрмах, не визнаючи військовополоненими. Провів дев'ять місяців в полоні у російській в'язниці.
2018 року син Дениса Гриценка Артем з мамою Надією отримав орден Богдана Хмельницького ІІІ ступеня з рук Президента України.

## Нагороди
- орден Богдана Хмельницького ІІІ ступеня (Указ Президента України № 96/2019)
- орден Данила Галицького[8]